# 51406 Massimocalvani
51406 Massimocalvani è un asteroide della fascia principale. Scoperto nel 2001, presenta un'orbita caratterizzata da un semiasse maggiore pari a 2,5426207 UA e da un'eccentricità di 0,1773560, inclinata di 16,48033° rispetto all'eclittica.